# Labidoplax digitata
Labidoplax digitata är en sjögurkeart. Labidoplax digitata ingår i släktet Labidoplax och familjen masksjögurkor. Inga underarter finns listade i Catalogue of Life.